# 3950 Yoshida
3950 Yoshida este un asteroid din centura principală, descoperit pe 8 februarie 1986, de Shigeru Inoda și Takeshi Urata.